# Colac
Colac (10 857 habitants) est une ville du comté de Colac Otway à 150 km au sud-ouest de Melbourne dans l'État du Victoria en Australie.
La ville est située à 40 km à l'intérieur des terres, sur la Princes Highway qui relie Adélaïde à Melbourne.
L'économie de la ville repose sur l'agriculture, la production de bois et un certain nombre d'industries.